# Cicloalchină

Ciclooctina este cea mai simplă cicloalchină izolabilă

O cicloalchină este un tip de hidrocarbură nesaturată ciclică, analoagă alchinei, conținând una sau mai multe legături triple între atomi de carbon. Cicloalchina cu cel mai mic număr de atomi de carbon (opt), care poate fi izolată practic, este ciclooctina. 